# Mistrzostwa Świata w Łucznictwie 2013
47. Mistrzostwa Świata w Łucznictwie odbyły się między 29 września a 6 października 2013 w tureckim mieście Antalya. Organizatorem była Międzynarodowa Federacja Łucznicza.

## Medaliści

### Strzelanie z łuku klasycznego
| Konkurencja            | Złoto                                                           | Srebro                                                                    | Brąz                                                                     |
| Indywidualnie kobiet   | Maja Jager                                                      | Xu Jing                                                                   | Yun Ok-hee                                                               |
| Indywidualnie mężczyzn | Lee Seung-yun                                                   | Oh Jin-hyek                                                               | Crispin Duenas                                                           |
| Drużynowo kobiet       | Korea Południowa · Chang Hye-jin · Ki Bo-bae · Yun Ok-hee       | Białoruś · Hanna Marusawa · Jekatierina Muluk-Timofiejewa · Alena Tolkach | Dania · Carina Rosenvinge Christiansen · Maja Jager · Anne Marie Laursen |
| Drużynowo mężczyzn     | Stany Zjednoczone · Brady Ellison · Joe Fanchin · Jake Kaminski | Holandia · Sjef van den Berg · Rick van den Oever · Rick van der Ven      | Francja · Thomas Faucheron · Gaël Prévost · Jean-Charles Valladont       |
| Mikst                  | Korea Południowa · Ki Bo-bae · Oh Jin-hyek                      | Stany Zjednoczone · Chatuna Lorig · Brady Ellison                         | Chińskie Tajpej · Tan Ya-ting · Kuo Cheng-wei                            |

### Strzelanie z łuku bloczkowego
| Konkurencja            | Złoto                                                         | Srebro                                                             | Brąz                                                                   |
| Indywidualnie kobiet   | Kristina Berger                                               | Ivana Buden                                                        | Gerda Roux                                                             |
| Indywidualnie mężczyzn | Mike Schloesser                                               | Pierre Julien Deloche                                              | Aleksander Dambajew                                                    |
| Drużynowo kobiet       | Kolumbia · Aura Maria Bravo · Sara Lopez · Alejandra Usquiano | Holandia · Martine Couwenberg · Irina Markovic · Inge van Caspel   | Francja · Sophie Dodemont · Pascale Lebecque · Sandrine Vandionant     |
| Drużynowo mężczyzn     | Dania · Martin Damsbo · Stephan Hansen · Patrick Laursen      | Południowa Afryka · Gabriel Badenhorst · DP Bierman · Patrick Roux | Francja · Sebastien Brasseur · Pierre Julien Deloche · Dominique Genet |
| Mikst                  | Włochy · Marcella Tonioli · Sergio Pagni                      | Rosja · Albina Łoginowa · Aleksander Dambajew                      | Stany Zjednoczone · Erika Jones · Jesse Broadwater                     |

## Klasyfikacja medalowa
| Lp. | Państwo           | Złoto | Srebro | Brąz | Razem |
| 1.  | Korea Południowa  | 3     | 1      | 1    | 5     |
| 2.  | Dania             | 2     | 0      | 1    | 3     |
| 3.  | Holandia          | 1     | 2      | 0    | 3     |
| 4.  | Stany Zjednoczone | 1     | 1      | 1    | 3     |
| 5.  | Kolumbia          | 1     | 0      | 0    | 1     |
| 5.  | Niemcy            | 1     | 0      | 0    | 1     |
| 5.  | Włochy            | 1     | 0      | 0    | 1     |
| 8.  | Francja           | 0     | 1      | 3    | 4     |
| 9.  | Rosja             | 0     | 1      | 1    | 2     |
| 9.  | Południowa Afryka | 0     | 1      | 1    | 2     |
| 11. | Białoruś          | 0     | 1      | 0    | 1     |
| 11. | Chiny             | 0     | 1      | 0    | 1     |
| 11. | Chorwacja         | 0     | 1      | 0    | 1     |
| 14. | Kanada            | 0     | 0      | 1    | 1     |
| 14. | Chińskie Tajpej   | 0     | 0      | 1    | 1     |